# Cryphaea xylina
Cryphaea xylina är en fjärilsart som beskrevs av Turner 1917. Cryphaea xylina ingår i släktet Cryphaea och familjen mätare. Inga underarter finns listade i Catalogue of Life.